# Sandro Zemolin
Sandro Zemolin, all'anagrafe Alessandro (24 settembre 1959) è un fumettista italiano autore di centinaia di storie Disney pubblicate in Italia e all'estero.

## Biografia
Inizia la carriera di disegnatore negli anni settanta lavorando con Giorgio Cavazzano inchiostrando molte storie a fumetti della Disney disegnate da Romano Scarpa con il quale collaborò anche come assistente alla produzione di cortometraggi animati. Nei primi anni ottanta disegnò storie a fumetti per il settimanale Topolino e fu anche l'inchiostratore di storie a fumetti disegnate da Cavezzano per l'editore francese Edi-Monde; ha anche disegnato la serie Pif le Chien pubblicata su Pif Gadget.